# Manuel Files
Manuel Files (c. 1275-1345), nacido en Éfeso, poeta bizantino.
En una edad temprana partió a Constantinopla, donde fue alumno de Jorge Paquimeres, en cuyo honor compuso un poema conmemorativo. Files da la sensación de haber viajado mucho, y sus escritos contienen mucha información sobre la corte imperial y varias figuras ilustres de Bizancio. Tras ofender a uno de los emperadores con ciertos comentarios indiscretos que publicó en una crónica, lo encerraron en prisión y solo logró quedar libertad tras una disculpa abyecta.
Files es la contrapartida de Teodoro Pródromo en la época de los Comneno; se trata, como se ve en sus poemas, de un poeta mendicante, que hace siempre notar su pobreza, y está dispuesto a descender a la adulación más flagrante para ganarse la atención favorable de los poderosos. Con una excepción sin importancia, sus obras están en verso, la mayor parte en trímetros támbicos dodecasílabos, el resto en el verso 'político' pentadecasílabo.
Files escribió poemas sobre temas muy diversos: sobre las características de animales, basándose sobre todo Eliano y Opiano, un poema didáctico de unas 2000 líneas dedicado a Miguel IX Paleólogo; sobre el elefante; sobre plantas; un poema necrológico, probablemente escrito con ocasión de la muerte de uno de los hijos de la casa imperial; un panegírico de Juan VI Cantacuceno, en forma de diálogo; una conversación entre un hombre y su alma; sobre temas eclesiásticos, como las fiestas de la Iglesia, las creencias cristianas, los santos y padres de la iglesia; sobre obras de arte, quizás lo más valioso de su obra por la información que contiene sobre la iconografía bizantina, dado que el escritor tuvo ante sí las obras que describe, y también lo mejor desde un punto de vista literario; poemas de ocasión, muchos de los cuales son simplemente letras de súplica escritas en verso.

## Ediciones
Sus poemas de historia natural están recogidos en F.S. Lehrs Y F. Duebner (edd.), Poetae bucolici et didactici (París: Didot serie, 1862); Manuelis Philae Carmina inedita, ed. Un Martini (1900); Manuelis Philae Carmina ed. E Miller (1855@–1857). Véase también Karl Krumbacher, Geschichte der byzantinischen Litteratur (1897).
 Este artículo incorpora texto de una publicación sin restricciones conocidas de derecho de autor:  Varios autores (1910-1911). «Encyclopædia Britannica».  En Chisholm, Hugh, ed. Encyclopædia Britannica. A Dictionary of Arts, Sciences, Literature, and General information (en inglés) (11.ª edición). Encyclopædia Britannica, Inc.; actualmente en dominio público.

- Datos: Q461989